# باشگاه فوتبال بانک ملی تهران
باشگاه فوتبال بانک ملی تهران یک باشگاه فوتبال حرفه‌ای ایرانی بود. تیم این باشگاه در لیگ آزادگان بازی می‌کرد. این تیم نماینده بانک ملی بود.

## بازیکنان

بازیکنان باشگاه بانک ملی

- هنریک سرکیسیان
- گارنیک شه‌بندری
- ناصر سلیمی
- حسین یاریار
- منصور ابراهیم‌زاده
- علی‌رضا عزیزی
- داوود فنایی
- ناصر حیدری
- مهدی مهدوی‌کیا
- مجید نامجو مطلق
- مصطفی مهدوی کیا
- علی انصاریان
- امید ابراهیمی
- سهیل کرمی
- محمد علی نعمت زاده
- علی کرم سوری
- رحیم میرآخوری
- حافظ طاحونی
- ناصر محمدخانی
- محمدرضا شکورزاده
- عباس جواهری
- ایرج امیدوار
- ویکتور صنعتی
- ناصر نبوی

## مربیان
رجب فرامرزی
نایب روئین دل